# Neferis
Neferis fue una ciudad fortificada cartaginesa situada a unos cincuenta kilómetros de la actual Túnez.
La ciudad jugó un papel importante durante la tercera guerra púnica. Fue una de las primeras ciudades que atacaron los romanos de Escipión Emiliano; finalmente tomaron la ciudad en 147 a. C. Cerca de la ciudad, los arqueólogos han encontrado un santuario dedicado a Saturno, que data de la época romana.